# Општина Кожокна (Клуж)
Кожокна (рум. Cojocna) општина је у Румунији у округу Клуж.
Oпштина се налази на надморској висини од 354 m.